# 维勒莫拉克
维勒莫拉克（法語：Villemolaque，法語發音：[vilmɔlak] ⓘ）是法国东比利牛斯省的一个市镇，属于佩皮尼昂区。

## 地理
维勒莫拉克（42°35'17"N, 2°50'23"E）面积6 平方千米，位于法国奧克西塔尼大區东比利牛斯省，该省份为法国大陆部分最南部的省份，涵盖了北加泰罗尼亚，北起奥德省，西接阿列日省和安道尔，南与西班牙接壤，东临地中海。
与维勒莫拉克接壤的市镇（或旧市镇、城区）包括：特鲁亚斯、蓬泰亚、巴日、圣让拉塞耶、巴纽尔斯-代尔萨斯普尔、特雷塞尔、帕萨、布鲁亚。

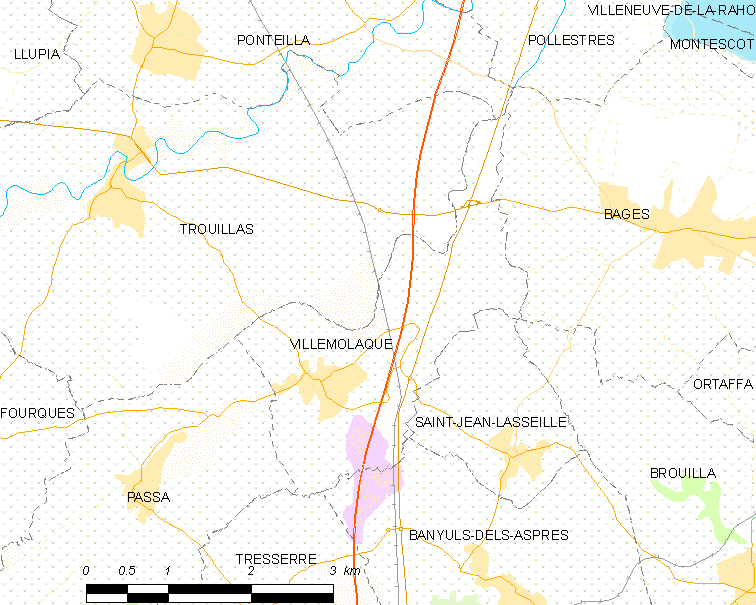
维勒莫拉克的OSM定位图

维勒莫拉克的时区为UTC+01:00、UTC+02:00（夏令时）。

## 行政
维勒莫拉克的邮政编码为66300，INSEE市镇编码为66226。

## 政治
维勒莫拉克所属的省级选区为莱萨斯普尔县。

## 人口

1962-2008年间维勒莫拉克人口变化图示

维勒莫拉克于2022年1月1日时的人口数量为1289人。